# Canterbury (vùng)

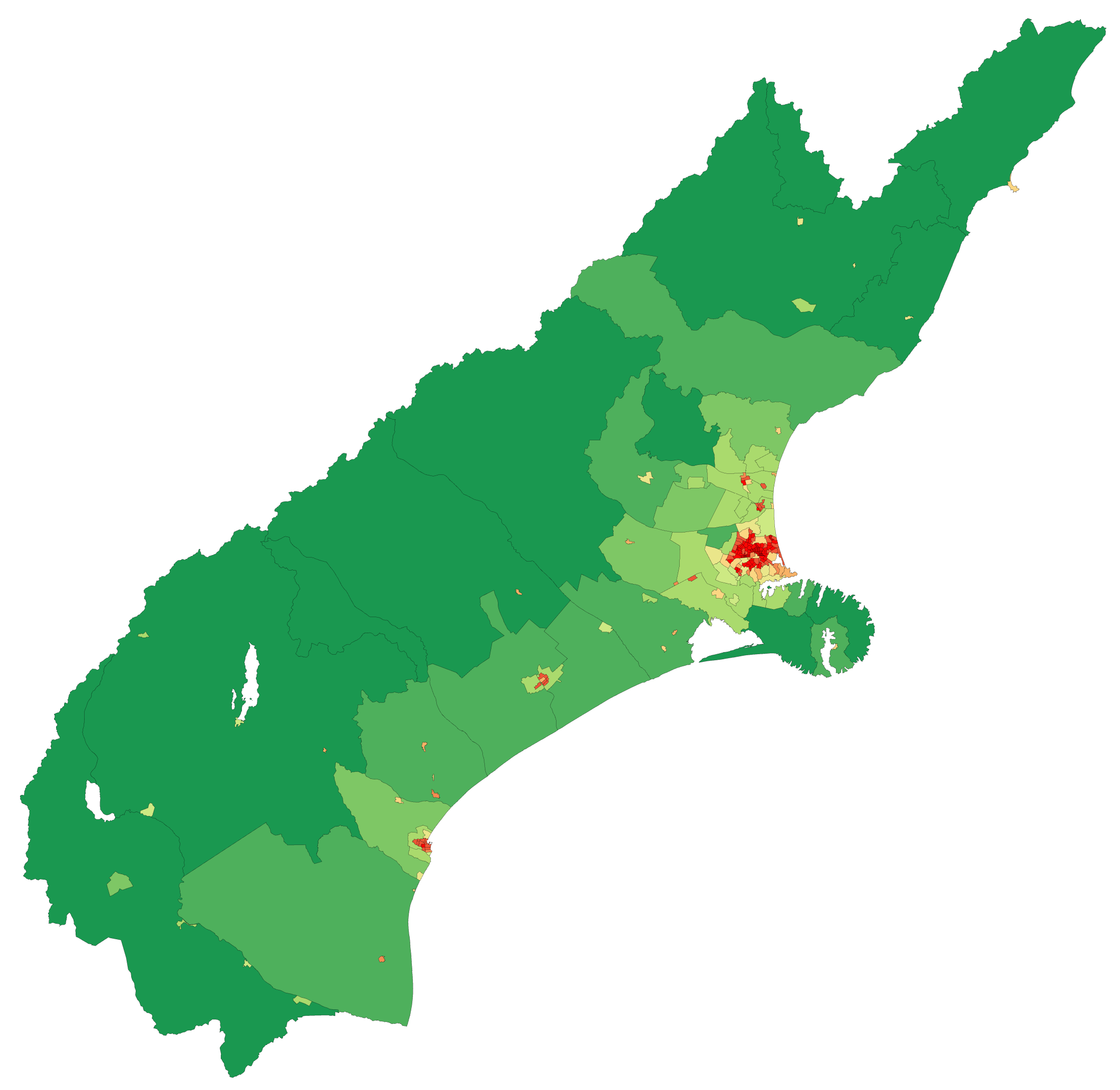
Bản đồ mật độ dân số vùng Canterbury theo điều tra dân số năm 2006.

Canterbury là một vùng ở Đảo Nam của New Zealand. Đây là vùng lớn nhất trong các vùng ở New Zealand tính theo diện tích. Vùng này bao gồm đồng bằng Canterbury và các vùng núi xung quanh. Thành phố chính của vùng, Christchurch, là nơi đóng trụ sở chính của Hội đồng thành phố Christchurch, Hội đồng vùng Canterbury và Đại học Canterbury.